# Morchella
Morchella (Morel) là một chi gồm các loài nấm ăn được liên quan chặt chẽ với nấm tách đơn giản hơn về. Chúng có bề ngoài trông như tổ ong rong đó phần trên bao gồm các rãnh và các lỗ giữa chúng.
Tai nấm được đánh giá cao bởi các đầu bếp sành ăn, đặc biệt đối với các món ăn Pháp. Ngoài giá ttrị thương mại, nấm Morel còn bị hàng ngàn người săn tìm mỗi năm chỉ vì hương vị và niềm vui của cuộc săn tìm.
Morchella (Morel) giàu đạm, giàu vitamin D (D2 và D3), A & B6. Ngoài ra, nó còn chứa nhiều chất khoáng – kể cả các chất vi lượng: Ca, Cu, Mg, Mn, P, K, Se, Na, Zn, đặc biệt Fe (sắt): 68%. Calo và chất béo thấp nên rất tốt cho việc ăn kiêng cùng công dụng giải độc, bảo vệ gan đặc trưng của loài nấm hoang dại này.
Morchella (Morel) tươi bảo quản khoảng 3 ngày trong tủ mát (không rửa), Morel khô thông dụng hơn. Tuyệt đối không ăn nấm sống và vì là nấm dại nên phải kiểm tra kỹ để đảm bảo tính an toàn.